# Bobbie Rosenfeld
Bobbie Rosenfeld (Dnipró, Ucrania, 28 de diciembre de 1904-Toronto, Canadá, 14 de noviembre de 1969) fue una atleta canadiense, especialista en la prueba de 4 × 100 m en la que llegó a ser campeona olímpica en 1928.

## Carrera deportiva
En los JJ. OO. de Ámsterdam 1928 ganó la medalla de oro en los relevos 4 x 100 metros, batiendo el récord del mundo con un tiempo de 48.4 segundos, llegando a meta llegando a meta por delante de Estados Unidos (plata con 48.8 segundos) y Alemania (bronce con 49.0 segundos), siendo sus compañeras de equipo: Ethel Smith, Myrtle Cook y Jane Bell. También ganó la medalla de plata en los 100 metros, con un tiempo de 12.3 s, tras la estadounidense Elizabeth Robinson y por delante de su compatriota Ethel Smith (bronce).